# ایرلویل (آیووا)
ایرلویل (به انگلیسی: Earlville) شهری در ایالت آیووا کشور ایالات متحده آمریکا است که جمعیت آن در سرشماری سال ۲۰۱۰ میلادی، ۸۱۲ نفر بوده‌است.